# Saint-Mards-en-Othe
Pour les articles homonymes, voir Saint-Mards (homonymie) et Othe (homonymie).
Saint-Mards-en-Othe est une commune française, située dans le département de l'Aube en région Grand Est.
La commune qui comptait 1 768 habitants, appelés Saintmédariens, en 1841 a vu sa population diminuer progressivement jusqu'en 1990, date depuis laquelle celle-ci remonte.
Cette localité comporte comme Kirrberg, Ratzwiller et Rauwiller en Alsace, un blason moderne avec une croix huguenote en rappel de leur passé. Celui-ci fait alors référence aux armes des Piédefer et au passé protestant du village. 

## Géographie

### Localisation
La commune de Saint-Mards-en-Othe se trouve dans le département de l'Aube, en région Grand Est.
Elle se situe à 31,15 km par la route de Troyes, préfecture du département. La commune fait en outre partie du bassin de vie d'Aix-en-Othe.
Les communes les plus proches sont : 
Nogent-en-Othe (3,1 km), Villemoiron-en-Othe (3,4 km), Maraye-en-Othe (4,1 km), Chennegy (7,0 km), Aix-en-Othe (7,4 km), Vosnon (7,8 km), Bœurs-en-Othe (7,9 km), Bercenay-en-Othe (8,1 km).
Saint-Mards-en-Othe est située à l'ouest du département de l'Aube à la limite avec le département de l'Yonne. Le village est à mi-chemin entre Troyes et Sens (une trentaine de kilomètres), à 8 km d’Aix-en-Othe et à environ 130 km de Paris, le village est traversé par la D 374.
| Aix-en-Othe           | Villemoiron-en-Othe | Chennegy       |
| Bœurs-en-Othe (Yonne) | Saint-Mards-en-Othe | Maraye-en-Othe |
| Sormery (Yonne)       | Nogent-en-Othe      |                |

### Géologie et relief

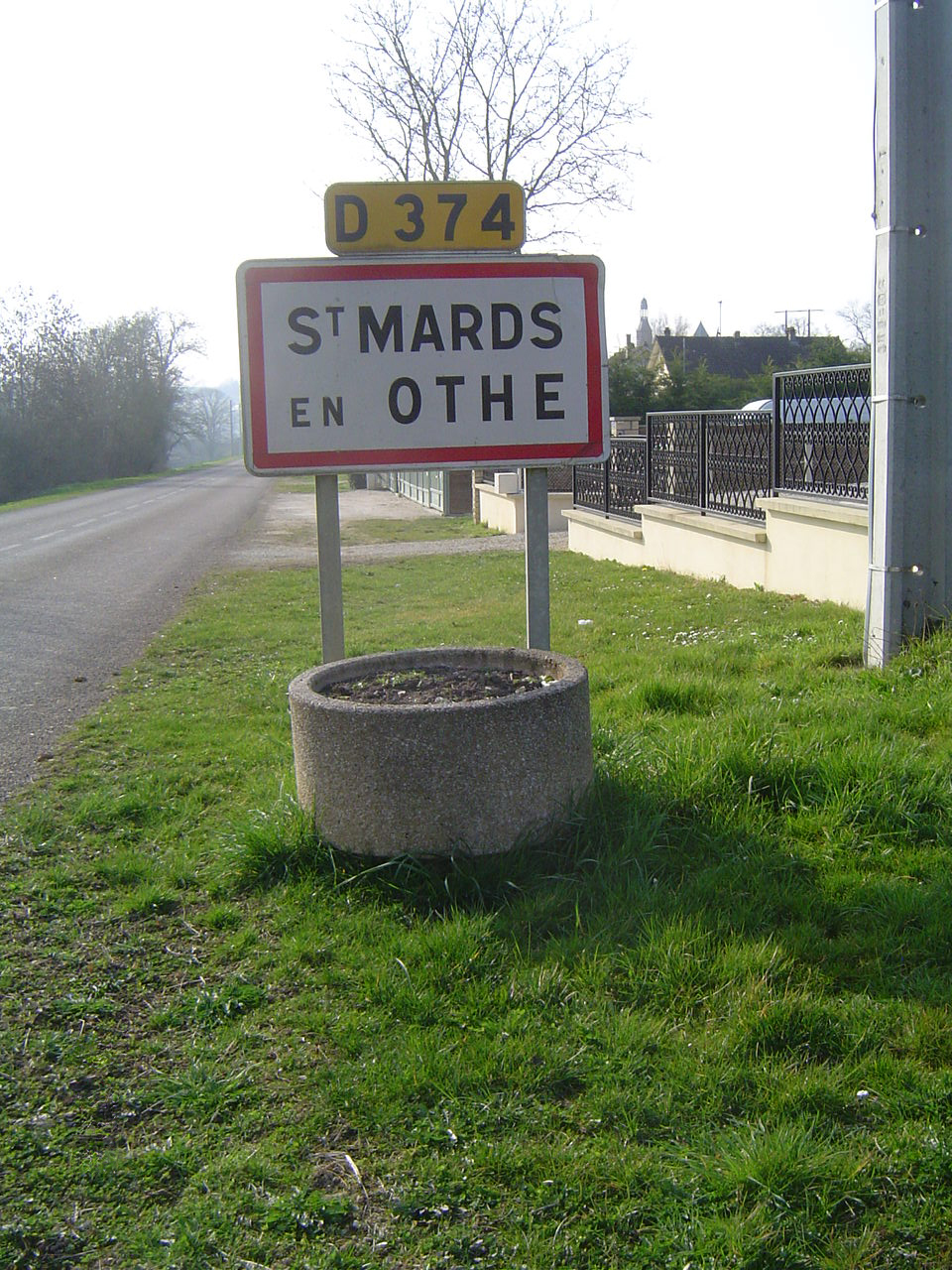
L'une des entrées de la commune.

La superficie de la commune est de 3 140 hectares ; son altitude varie entre 158 et 267 mètres.

### Hydrographie
La commune est dans la région hydrographique « la Seine de sa source au confluent de l'Oise (exclu) » au sein du bassin Seine-Normandie. Elle est drainée par la Nosle, un bras de la Nosle, le Fossé 01 de la commune de Saint-Mards-en-Othe, le Fossé 01 des Ventes Vireaux et la Nosle,.
La Nosle, d'une longueur de 13 km, prend sa source dans la commune  et se jette  dans la Vanne à Paisy-Cosdon, après avoir traversé quatre communes.

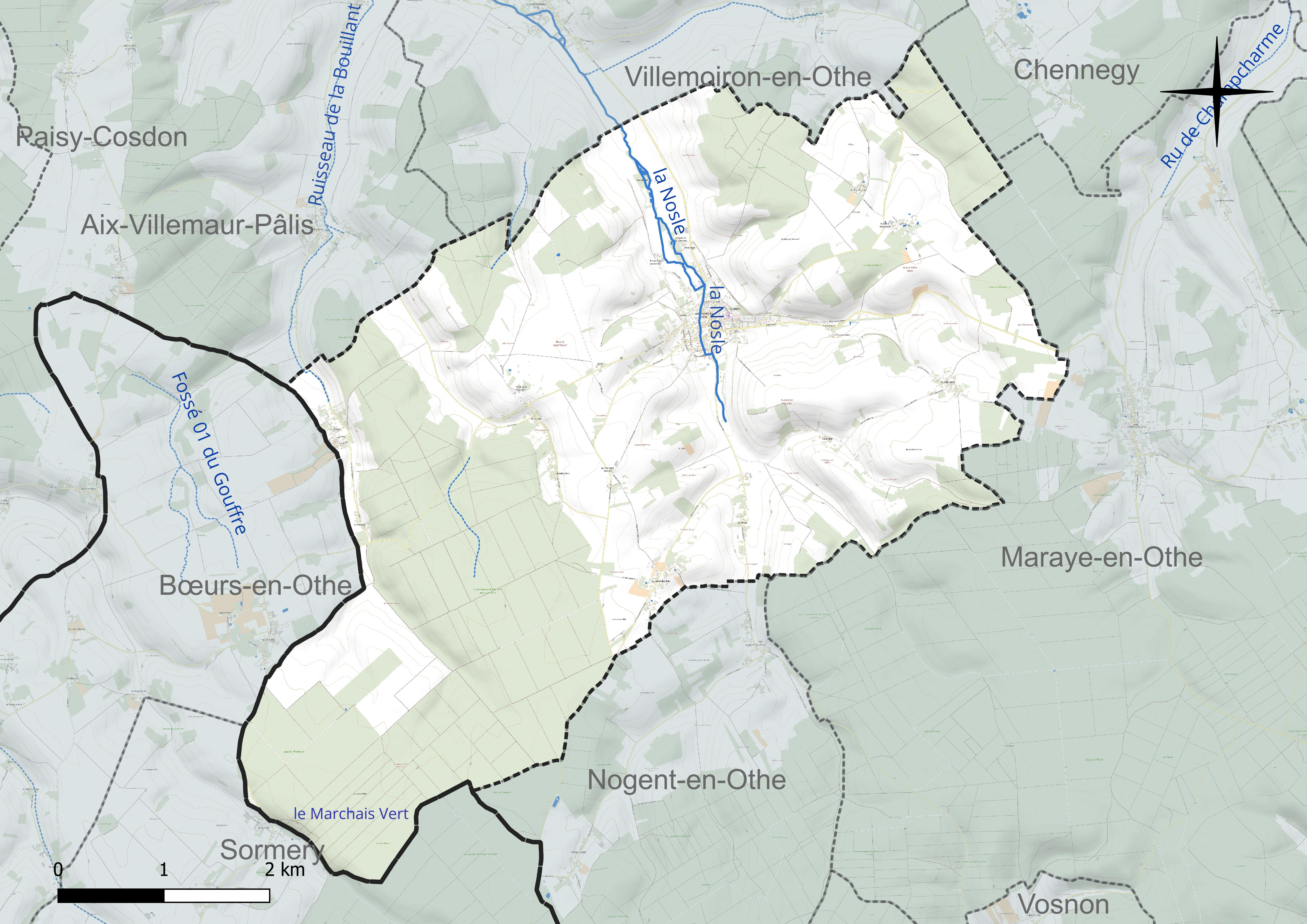
Réseau hydrographique de Saint-Mards-en-Othe.

Un plan d'eau complète le réseau hydrographique : le Marchais Vert (0 ha),.

### Climat
Pour des articles plus généraux, voir Climat du Grand Est et Climat de l'Aube.
En 2010, le climat de la commune est de type climat océanique dégradé des plaines du Centre et du Nord, selon une étude du Centre national de la recherche scientifique s'appuyant sur une série de données couvrant la période 1971-2000. En 2020, Météo-France publie une typologie des climats de la France métropolitaine dans laquelle la commune est exposée à un climat océanique altéré et est dans une zone de transition entre les régions climatiques « Nord-est du bassin Parisien » et « Lorraine, plateau de Langres, Morvan ».
Pour la période 1971-2000, la température annuelle moyenne est de 10,3 °C, avec une amplitude thermique annuelle de 15,8 °C. Le cumul annuel moyen de précipitations est de 795 mm, avec 12,5 jours de précipitations en janvier et 7,7 jours en juillet. Pour la période 1991-2020, la température moyenne annuelle observée sur la station météorologique installée sur la commune est de 11,1 °C et le cumul annuel moyen de précipitations est de 759,6 mm. 
La température maximale relevée sur cette station est de 41,2 °C, atteinte le 25 juillet 2019 ; la température minimale est de −21,3 °C, atteinte le 2 janvier 1997,,.
| Mois                                  | jan.             | fév.             | mars           | avril         | mai             | juin           | jui.          | août          | sep.          | oct.            | nov.             | déc.             | année      |
| ------------------------------------- | ---------------- | ---------------- | -------------- | ------------- | --------------- | -------------- | ------------- | ------------- | ------------- | --------------- | ---------------- | ---------------- | ---------- |
| Température minimale moyenne (°C)     | 0,9              | 0,8              | 2,8            | 4,7           | 8,2             | 11,4           | 13,4          | 13,4          | 10,4          | 8               | 4,2              | 1,8              | 6,7        |
| Température moyenne (°C)              | 3,5              | 4,1              | 7,2            | 9,9           | 13,6            | 17,1           | 19,5          | 19,3          | 15,6          | 11,8            | 7                | 4,3              | 11,1       |
| Température maximale moyenne (°C)     | 6,1              | 7,4              | 11,6           | 15,1          | 19              | 22,8           | 25,6          | 25,2          | 20,8          | 15,7            | 9,9              | 6,8              | 15,5       |
| Record de froid (°C) date du record   | −21,3 02.01.1997 | −16,2 07.02.1991 | −13,4 01.03.05 | −6,8 09.04.03 | −1,9 05.05.1996 | 1,1 05.06.1991 | 5 09.07.1996  | 3 28.08.1998  | 0 25.09.02    | −5,4 30.10.1997 | −10,1 24.11.1998 | −17,7 31.12.1996 | −21,3 1997 |
| Record de chaleur (°C) date du record | 15,2 01.01.23    | 21,8 27.02.19    | 25,3 31.03.21  | 28,3 19.04.18 | 32 28.05.17     | 37 28.06.11    | 41,2 25.07.19 | 39,7 08.08.03 | 34,5 14.09.20 | 28,9 13.10.23   | 21,7 07.11.15    | 16,5 17.12.15    | 41,2 2019  |
| Précipitations (mm)                   | 63,2             | 56,6             | 53,6           | 62,6          | 72              | 58,5           | 52,8          | 60            | 59,3          | 76,2            | 69,4             | 75,4             | 759,6      |

| Diagramme climatique                                  |            |             |             |         |              |              |            |              |           |            |            |
| J                                                     | F          | M           | A           | M       | J            | J            | A          | S            | O         | N          | D          |
| 6,10,963,2                                            | 7,40,856,6 | 11,62,853,6 | 15,14,762,6 | 198,272 | 22,811,458,5 | 25,613,452,8 | 25,213,460 | 20,810,459,3 | 15,7876,2 | 9,94,269,4 | 6,81,875,4 |
| Moyennes : • Temp. maxi et mini °C • Précipitation mm |            |             |             |         |              |              |            |              |           |            |            |

Les paramètres climatiques de la commune ont été estimés pour le milieu du siècle (2041-2070) selon différents scénarios d'émission de gaz à effet de serre à partir des nouvelles projections climatiques de référence DRIAS-2020. Ils sont consultables sur un site dédié publié par Météo-France en novembre 2022.

### Paysages, milieux naturels et biodiversité
La commune est couverte de 485 hectares de bois[réf. nécessaire].

## Urbanisme

### Typologie
Au 1er janvier 2024, Saint-Mards-en-Othe est catégorisée commune rurale à habitat dispersé, selon la nouvelle grille communale de densité à 7 niveaux définie par l'Insee en 2022.
Elle est située hors unité urbaine. Par ailleurs la commune fait partie de l'aire d'attraction de Troyes, dont elle est une commune de la couronne,. Cette aire, qui regroupe 209 communes, est catégorisée dans les aires de 200 000 à moins de 700 000 habitants,.

### Occupation des sols
L'occupation des sols de la commune, telle qu'elle ressort de la base de données européenne d’occupation biophysique des sols Corine Land Cover (CLC), est marquée par l'importance des territoires agricoles (59,4 % en 2018), une proportion sensiblement équivalente à celle de 1990 (59,8 %). La répartition détaillée en 2018 est la suivante : 
terres arables (51,7 %), forêts (31,7 %), milieux à végétation arbustive et/ou herbacée (7,9 %), zones agricoles hétérogènes (6,4 %), prairies (1,3 %), zones urbanisées (1 %). L'évolution de l’occupation des sols de la commune et de ses infrastructures peut être observée sur les différentes représentations cartographiques du territoire : la carte de Cassini (XVIIIe siècle), la carte d'état-major (1820-1866) et les cartes ou photos aériennes de l'IGN pour la période actuelle (1950 à aujourd'hui).

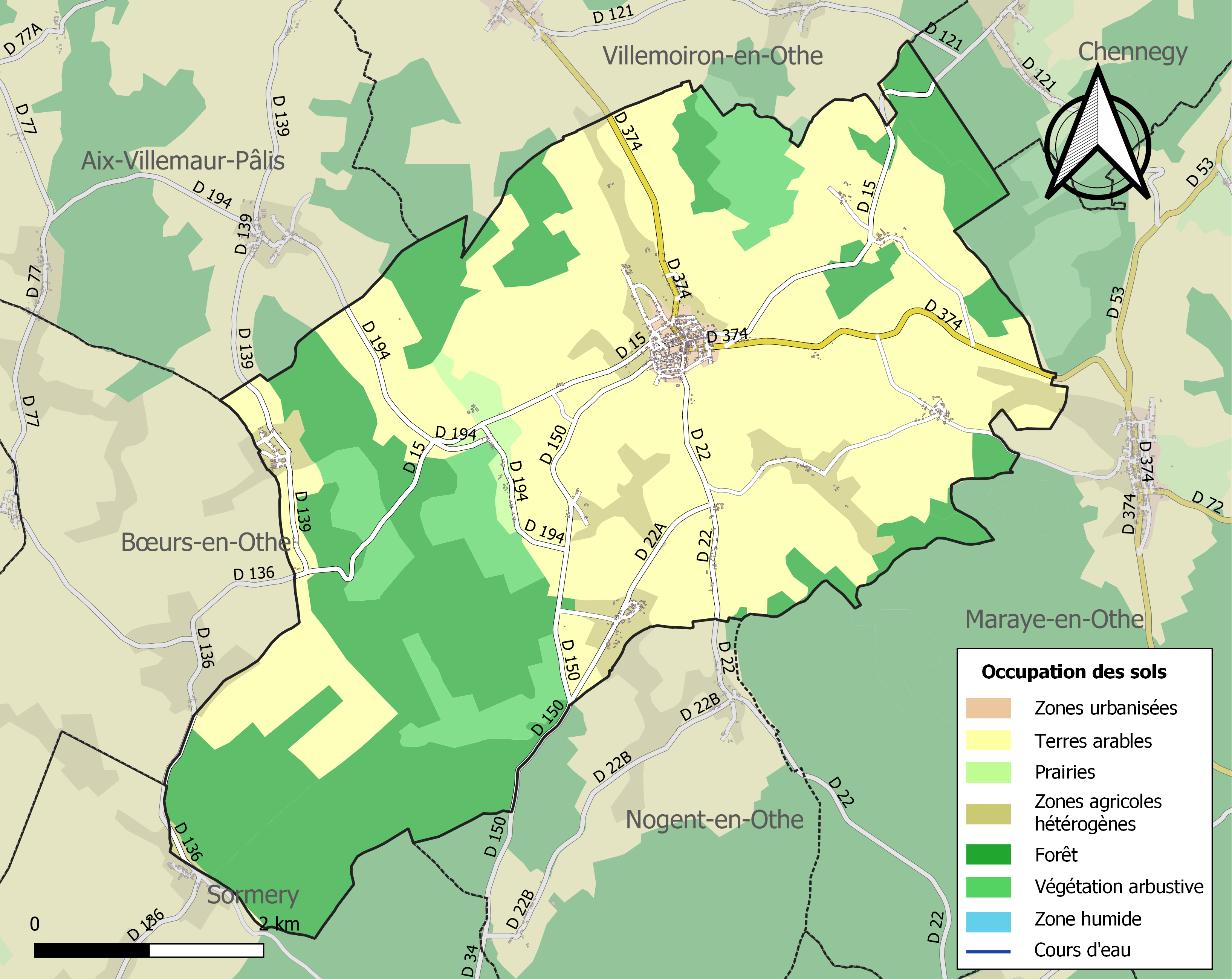
Carte des infrastructures et de l'occupation des sols de la commune en 2018 (CLC).

### Zonages d'études
Saint-Mards-en-Othe est une commune rurale,. Elle fait en effet partie des communes peu ou très peu denses, au sens de la grille communale de densité de l'Insee,.
Par ailleurs la commune fait partie de l'aire d'attraction de Troyes, dont elle est une commune de la couronne. Cette aire, qui regroupe 209 communes, est catégorisée dans les aires de 200 000 à moins de 700 000 habitants,.

### Lieux-dits, hameaux et écarts

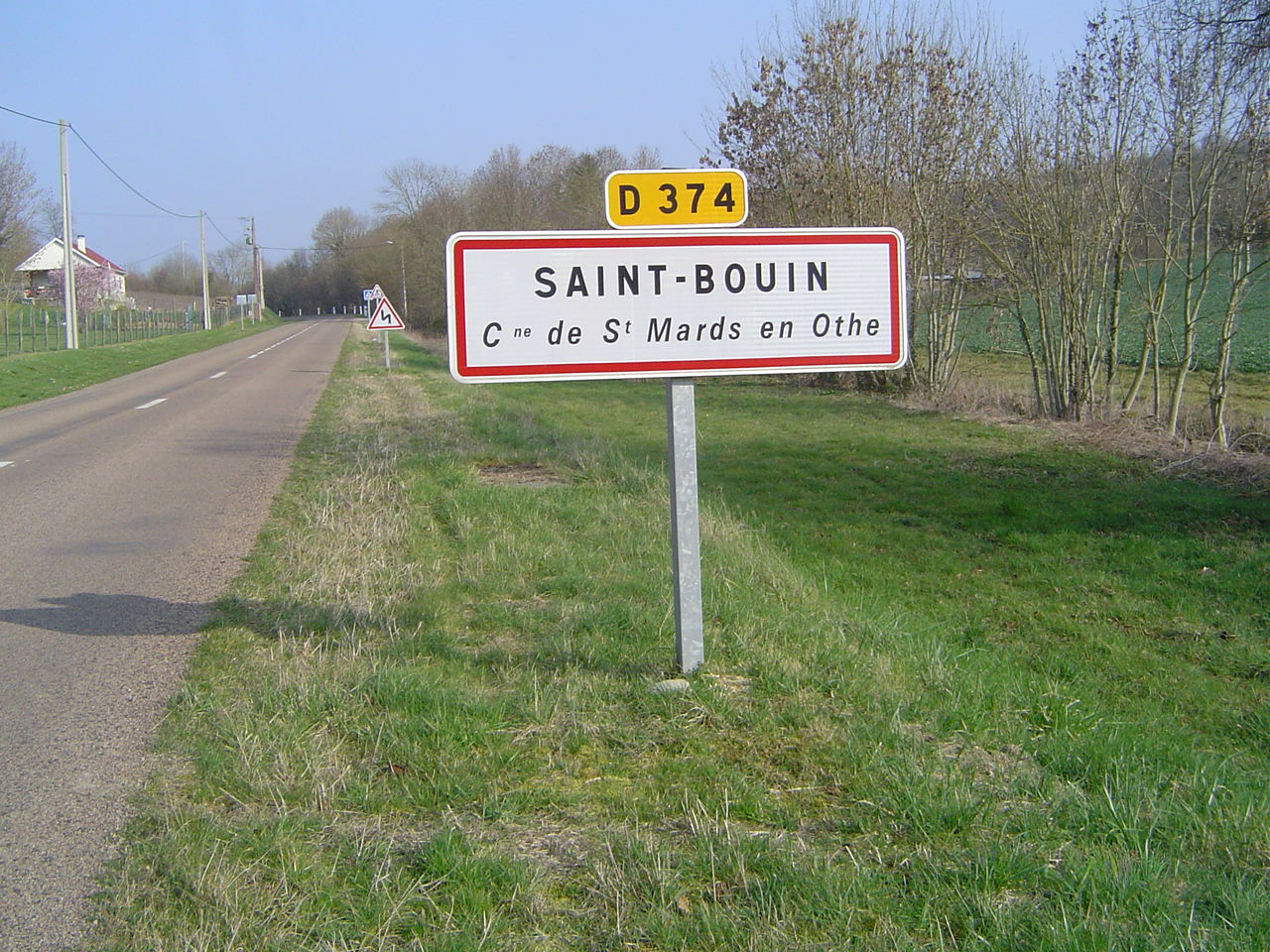
Panneau d'entrée du hameau Saint-Bouin.

Outre le bourg, le territoire de la commune compte treize hameaux : Vaucouards, Saint-Bouin, la Belle Fayte, Vaubadon, La Mivoie, la Lisière des Bois, la Belle Epine, le Nervost, le Prédaissy, les Robins, les Trois Maisons, la Croix-Saint-Jacques et le Bel Air.

### Logement
| 1968 | 1975 | 1982 | 1990 | 1999 | 2007 | 2012 | 2017 |
| ---- | ---- | ---- | ---- | ---- | ---- | ---- | ---- |
| 373  | 381  | 376  | 377  | 387  | 404  | 429  | 438  |

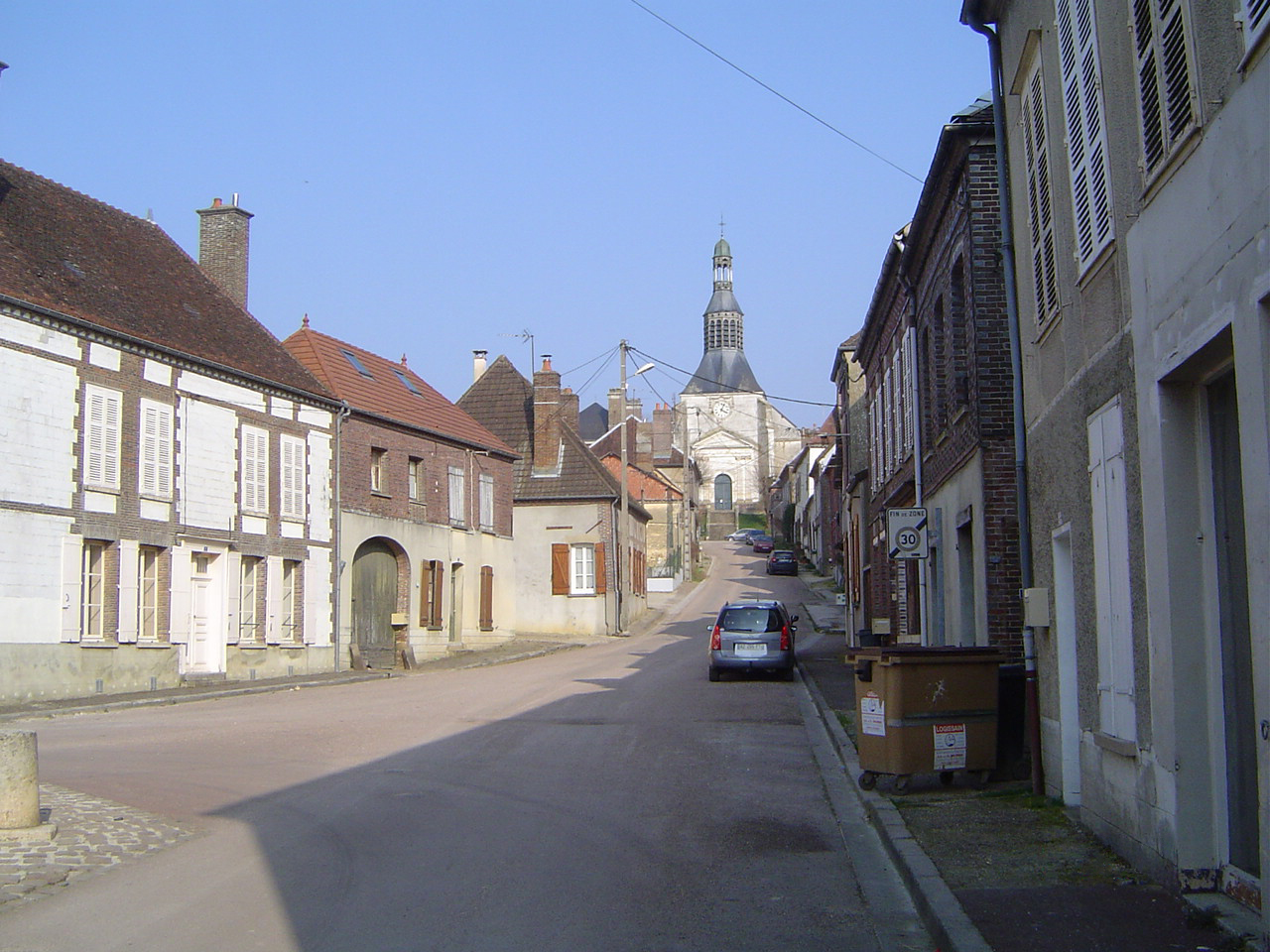
Vue générale de la rue principale.

En 2017, parmi ces logements : 61,6 % étaient des résidences principales, 26,0 % des résidences secondaires et 12,3 % des logements vacants. Ces logements étaient à 97,3 % des maisons individuelles.
La proportion des résidences principales, propriétés de leurs occupants était de 85,2 %, en hausse par rapport à 1999 (80,4 %).

### Projets d'aménagement
Après les travaux relatifs à l'éclairage public et l'entretien de la voirie, le maire annonce début 2013 les réparations de certains bâtiments communaux ainsi que la construction d'un hangar pour y abriter le nouveau camion de pompiers.

### Voies de communication et transports
Le bourg est à l'intersection de la route départementale D 374 qui, venant de Tonnerre au sud, monte à Marcilly-le-Hayer, et des routes D 22 et D 194.
La commune est desservie par les lignes de bus BOU14 « Sainte Savine - Le Valdreux »  et AIX10 « Troyes -- Aix-en-Othe » du réseau de bus Fluo Grand-Est,.

## Toponymie
Le toponymiste Ernest Nègre cite les noms de Sanctus Medardus en 1110, Saint Maar  en 1298, Sainct Mars en 1328. Sont également attestés Mards-la-Montagne au cours de la Révolution française, Saint Mards en Othe en 1793 et Saint-Mards en 1801.
Saint-Mards-en-Othe s'est aussi appelé Saint-Médard-du-Chemin.

## Histoire

### Moyen Âge
Au XIVe siècle, Saint-Mards passe par le mariage aux Pièdefer, illustre famille parisienne gagnée à la Réforme et qui fera de Saint-Mards aux XVIe et XVIIe siècles, l’un des principaux centres du protestantisme en Champagne.

### Temps modernes
« Le fief de Saint-Mards relevait de Villemaur avant que Jeanne de Brienne-Eu ne le fasse transférer à celui de Chaumont. Saint-Mards avait en 1527 deux foires le 25 mai et le 6 décembre octroyées par lettre patente au seigneur de Saint-Mards, Jacques Piedfer. Saint-Mards avait aussi un marché chaque lundi. Le village a eu des murailles et fossés qui furent ensuite comblés et plantés d'arbres et une ou plusieurs maisons seigneuriales fortes : en 1636 : Jacques Piedfer pour un quart ainsi que Gérome Cochran pour un septième en 1648 décrite comme un corps de logis, une cour un jardin, grange, pourpris...fermé de murailles où fut adjoint une chapelle en 1668. »
Au XVIe siècle donc Saint-Mards est touchée, comme la ville de Troyes, par l'essor des idées protestantes. Avec d'autres villages, Saint-Mards sert même de refuge pour les protestants troyens lorsque la persécution devient trop menaçante. En 1630, les autorités catholiques troyennes s’inquiètent car le protestantisme se développe encore dans le diocèse. En 1634, elles obtiennent un arrêt d'expulsion de la part du Conseil du roi contre le pasteur de Saint-Mards, Sigisbert Alépée, au motif qu’il serait d’origine allemande. Toutefois, celui-ci n’obtempère pas, et il est toujours en place en 1663. Après la révocation de l’Édit de Nantes en 1685, le temple de Saint-Mards est démoli ; victimes d'opérations militaires, les protestants sont obligés d'abjurer leur foi ou de s'exiler dans la clandestinité (car l’Édit de Fontainebleau interdit précisément aux protestants de quitter le royaume). Ces événements marquants expliquent la présence d'une croix huguenote sur les armoiries de la commune.

### Révolution française et Empire
En 1789, le village dépendait de l'intendance et de la généralité de Châlons, de l'élection et du bailliage de Troyes puis du bailliage de Chaumont à partir du XIVe siècle. Durant la Révolution, les Saintmédariens, républicains convaincus, affrontent les contre-révolutionnaires.

### Époque contemporaine

#### XIXesiècle
Le XIXe siècle est pour Saint-Mards-en-Othe l'apogée du textile : le village connaît son âge d’or au début du XIXe siècle ; il compte alors 1 700 habitants ; il est considéré comme « la reine de l’industrie du Pays d’Othe » en raison de l’activité de tissage avec ses 350 métiers à tisser. Puis dans la seconde moitié du XIXe siècle, vient la bonneterie et les métiers dits « anglais » ou métiers Cotton (métiers rectilignes pour la fabrication de bas, pull-overs et autres articles diminués « Fully-fashioned ». Ces machines possèdent plusieurs têtes. Chaque tête produit un article qui apportèrent la richesse. C'est alors pour le village une période de prospérité.

#### XXesiècle
Au début du XXe siècle, les métiers mécaniques à grande production s’implantent en ville, à Aix-en-Othe, à Estissac et vers la lointaine Troyes. Saint-Mards-en-Othe n'arrive pas à maintenir son industrie.
Vient ensuite la mobilisation due à la Première Guerre mondiale, le village perd ses bras, les hommes étant partis au Front. À l'arrière, femmes et hommes encore valides se mobilisent.
Durant la Seconde Guerre mondiale, c'est au hameau La Lisière-des-Bois que se recentra le maquis de Saint-Mards-en-Othe à l'origine de nombreux actes de résistance. Compte tenu de la géographie des lieux : vallons, cultures et vastes forêts épaisses, cette partie du département entre l'Yonne et l'Aube fut déterminante pour abriter les résistants. Des terrains de parachutages furent choisis, de nombreuses opérations nocturnes furent ainsi réalisées : dix-sept parachutages pour vingt-six avions et près de 40 tonnes d'armes et de munitions furent réceptionnées. Il était interdit de redistribuer du matériel aux francs-tireurs et partisans pour des raisons d'appartenance politique mais parfois, les dirigeants du Bureau des opérations aériennes (BOA) donnaient du matériel à leur voisin bourguignon. Saint-Mards-en-Othe est un village de France avec un monument commémoratif du B.O.A et des Francs-tireurs et partisans : « Entourée de hêtres se dresse une stèle de pierre surmontée d'une plaque sur laquelle est gravé : "FTPF-BOA à ceux qui choisirent le combat de la Résistance pour la liberté de la France. Vous qui passez, souvenez-vous" ».
Françoise Liechtenstein est sauvée par Marguerite Michelet de Saint-Mards (Son père la lui a confié pendant la guerre, il reviendra la chercher à la Libération)

#### Après 1945
Le village après-guerre subit l'exode de sa population vers les villes. Il faut attendre les années 1970 pour voir la commune renaître ; de nombreux citadins principalement de la région parisienne achètent et restaurent des maisons.

## Politique et administration

### Découpage territorial
La commune de Saint-Mards-en-Othe est membre de la communauté de communes du Pays d'Othe, un établissement public de coopération intercommunale (EPCI) à fiscalité propre créé le 18 décembre 2002 dont le siège est à Aix-Villemaur-Pâlis. Ce dernier est par ailleurs membre d'autres groupements intercommunaux.
Sur le plan administratif, elle est rattachée à l'arrondissement de Troyes, à la circonscription administrative de l'État de l'Aube et à la région Grand Est.
Sur le plan électoral, elle dépend du  canton d'Aix-Villemaur-Pâlis pour l'élection des conseillers départementaux, depuis le redécoupage cantonal de 2014 entré en vigueur en 2015, et de la deuxième circonscription de l'Aube  pour les élections législatives, depuis le dernier découpage électoral de 2010.

### Élections municipales et communautaires

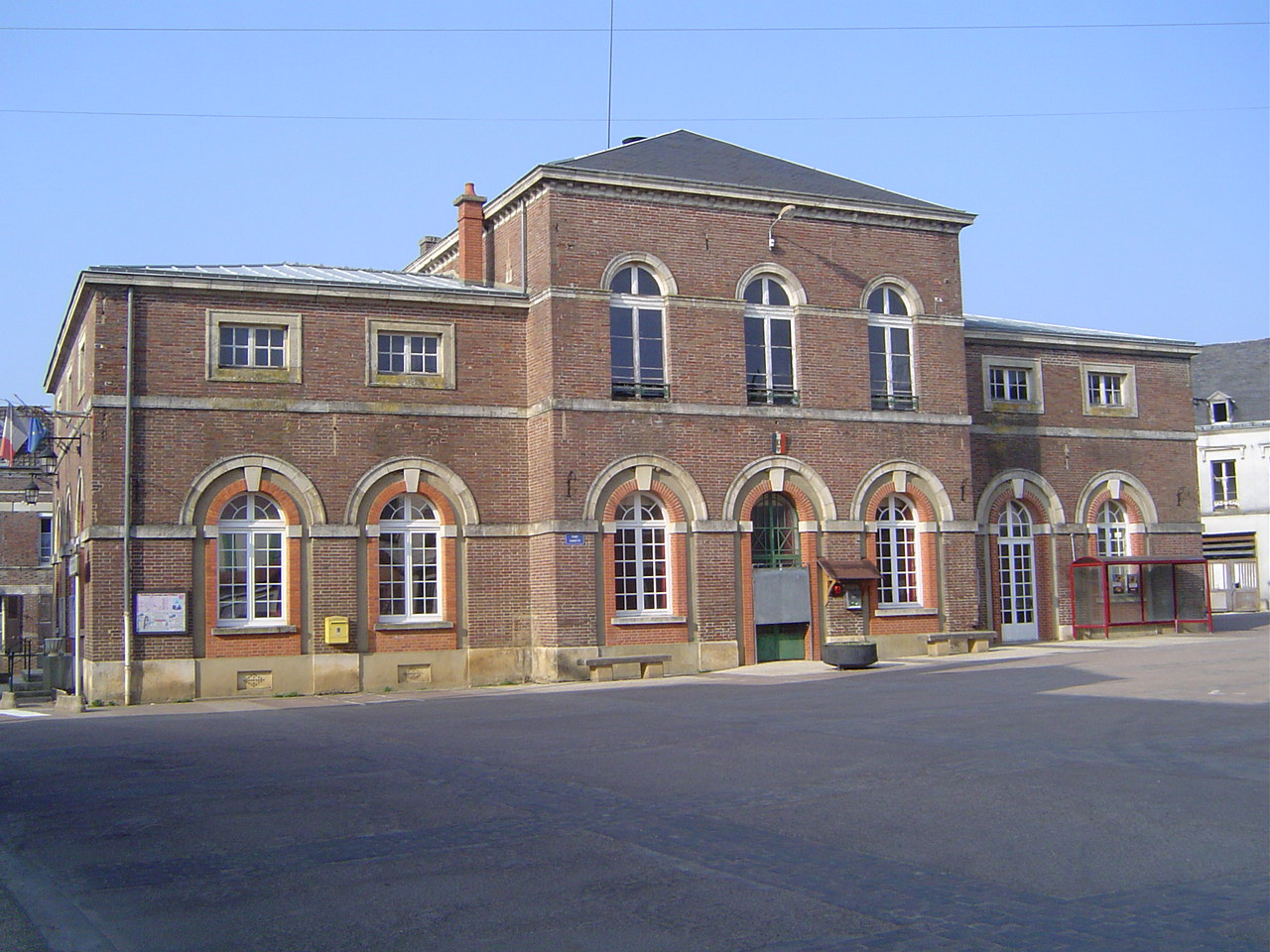
La mairie.

#### Élections de 2020
Le conseil municipal de Saint-Mards-en-Othe, commune de moins de 1 000 habitants, est élu au scrutin majoritaire plurinominal à deux tours avec listes ouvertes et panachage. Le nombre d'habitants de la commune étant compris entre 500 et 1 499, le nombre de membres du conseil municipal est de 15. La totalité des quinze candidats en lice est élue dès le premier tour, le 15 mars 2020, avec un taux de participation de 66,87 %.
Lionel Bertin, qui se représente à l'issue de deux mandats, est réélu pour un troisième mandat.
Dans les communes de moins de 1 000 habitants, les conseillers communautaires sont désignés parmi les conseillers municipaux élus en suivant l’ordre du tableau (maire, adjoints puis conseillers municipaux) et dans la limite du nombre de sièges attribués à la commune au sein du conseil communautaire. Un siège étant attribué à la commune au sein de la Communauté de communes du Pays d'Othe, c'est le maire qui représente la commune au conseil communautaire.

#### Liste des maires
| Période                                  | Période                        | Identité         | Étiquette | Qualité  |
| ---------------------------------------- | ------------------------------ | ---------------- | --------- | -------- |
| Les données manquantes sont à compléter. |                                |                  |           |          |
| avant 1857                               |                                | Hyacinthe Trouvé |           | Notaire  |
| avant 1887                               |                                | Mathieu          |           |          |
| mars 2001                                | mars 2008                      | Dany Monier      |           |          |
| mars 2008                                | En cours (au 14 novembre 2020) | Lionel Bertin    | DVD       | Retraité |

### Autres élections
Au second tour de l'élection présidentielle de 2007, 58,24 % des suffrages se sont exprimés pour Nicolas Sarkozy (UMP), 41,76 % pour Ségolène Royal (PS), avec un taux de participation de 83,80 %.
Au second tour de l'élection présidentielle de 2012, 59,95 % des suffrages se sont exprimés pour Nicolas Sarkozy (UMP), 40,05 % pour François Hollande (PS), avec un taux de participation de 82,83 %.
Au second tour de l'élection présidentielle de 2017, 58,01 % des suffrages se sont exprimés pour Marine Le Pen et 41,99% pour Emmanuel Macron, avec un taux de participation de 80,65 %.

### Finances communales
La commune de Saint-Mards-en-Othe est enregistrée au répertoire des entreprises sous le code SIREN 211 003 397. Son activité est enregistrée sous le code APE 84.11Z, correspondant aux administrations publiques générales.
En 2017, le budget communal s'équilibrait à 594 000 € dont 509 000 € (soit 781 € par habitant) en section de fonctionnement et 85 000 € en investissement (soit 130 € par habitant). La part d'impôts locaux dans les produits de fonctionnement s'établissait à 33,3 %, contre 46,7 % pour la strate de communes équivalente, avec des taux d'imposition fixés à 17,98 % pour la taxe d'habitation y compris la taxe sur les logements vacants (THLV), 15,81 % et 43,57 % pour la taxe foncière sur le bâti et le non-bâti.

### Jumelages
Au 15 mars 2021, Saint-Mards-en-Othe n'est jumelée avec aucune commune.

## Équipements et services publics

### Enseignement

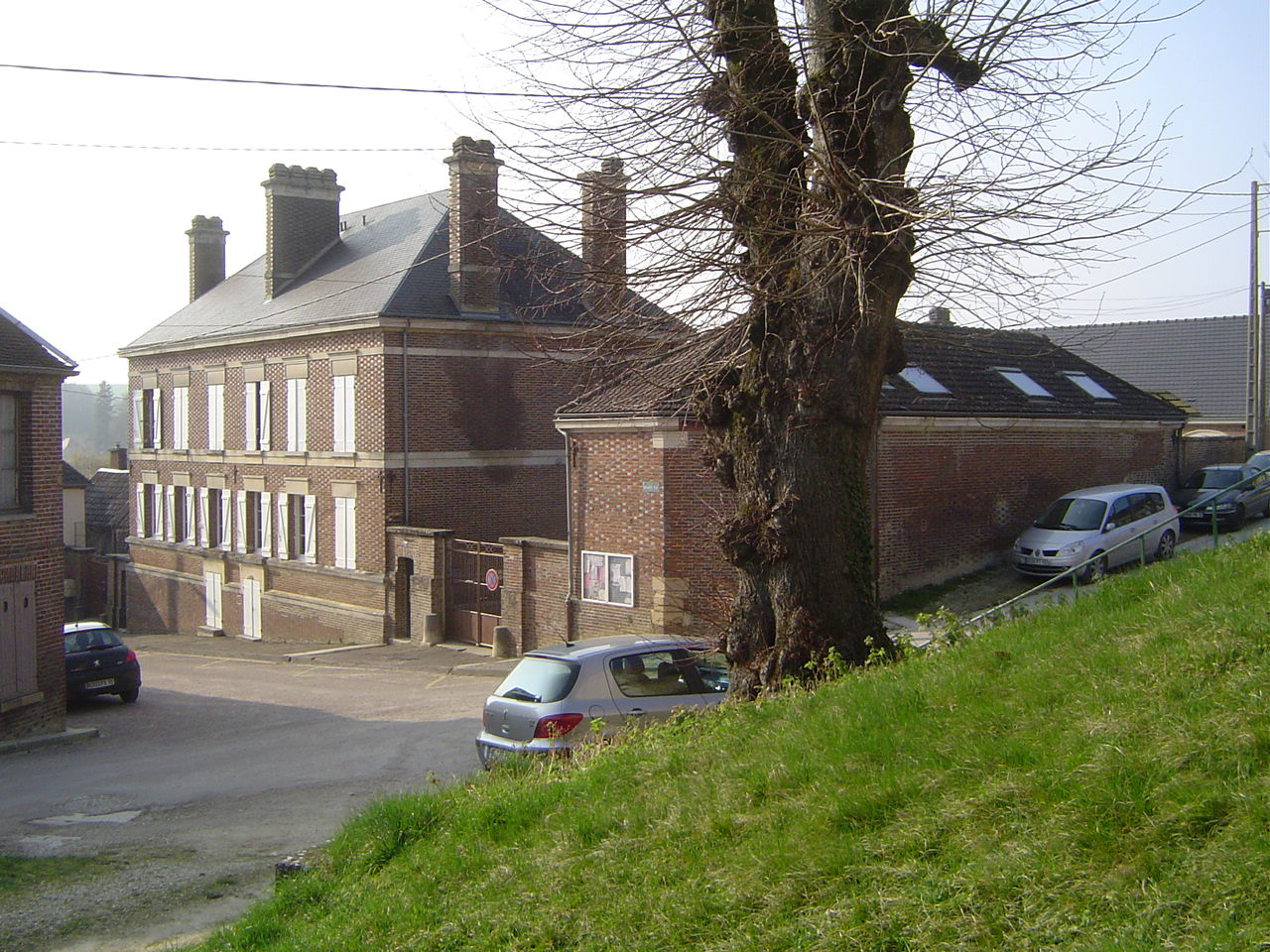
L'école primaire.

Saint-Mards-en-Othe est située dans l'académie de Reims.
La commune administre une école primaire (école maternelle et  école élémentaire) qui regroupe 64 élèves en 2020-2021.

### Postes et télécommunications
La commune dispose d'un nœud de raccordement ADSL installé dans cette commune, et dispose de la connexion à un réseau de fibre optique.

### Justice, sécurité, secours et défense
Saint-Mards-en-Othe relève du tribunal d'instance de Troyes, du tribunal de grande instance de Troyes, de la cour d'appel de Reims, du tribunal pour enfants de Troyes, du conseil de prud'hommes de Troyes, du tribunal de commerce de Troyes, du tribunal administratif de Châlons-en-Champagne et de la cour administrative d'appel de Nancy.

## Population et société

### Démographie
Les habitants sont appelés les Saintmédariens.

#### Évolution démographie
L'évolution du nombre d'habitants est connue à travers les recensements de la population effectués dans la commune depuis 1793. Pour les communes de moins de 10 000 habitants, une enquête de recensement portant sur toute la population est réalisée tous les cinq ans, les populations de référence des années intermédiaires étant quant à elles estimées par interpolation ou extrapolation. Pour la commune, le premier recensement exhaustif entrant dans le cadre du nouveau dispositif a été réalisé en 2006.

En 2022, la commune comptait 639 habitants, en évolution de −0,31 % par rapport à 2016 (Aube : +0,7 %, France hors Mayotte : +2,11 %).
| 1793  | 1800  | 1806  | 1821  | 1831  | 1836  | 1841  | 1846  | 1851  |
| ----- | ----- | ----- | ----- | ----- | ----- | ----- | ----- | ----- |
| 1 507 | 1 485 | 1 605 | 1 454 | 1 595 | 1 681 | 1 768 | 1 745 | 1 743 |

| 1856  | 1861  | 1866  | 1872  | 1876  | 1881  | 1886  | 1891  | 1896  |
| ----- | ----- | ----- | ----- | ----- | ----- | ----- | ----- | ----- |
| 1 676 | 1 618 | 1 625 | 1 633 | 1 607 | 1 469 | 1 473 | 1 343 | 1 271 |

| 1901  | 1906  | 1911  | 1921 | 1926 | 1931 | 1936 | 1946 | 1954 |
| ----- | ----- | ----- | ---- | ---- | ---- | ---- | ---- | ---- |
| 1 202 | 1 171 | 1 094 | 920  | 904  | 843  | 790  | 821  | 823  |

| 1962 | 1968 | 1975 | 1982 | 1990 | 1999 | 2006 | 2011 | 2016 |
| ---- | ---- | ---- | ---- | ---- | ---- | ---- | ---- | ---- |
| 715  | 693  | 575  | 556  | 513  | 543  | 625  | 659  | 641  |

| 2021 | 2022 | - | - | - | - | - | - | - |
| ---- | ---- | - | - | - | - | - | - | - |
| 639  | 639  | - | - | - | - | - | - | - |

#### Pyramide des âges
En 2018, le taux de personnes d'un âge inférieur à 30 ans s'élève à 31,8 %, soit en dessous de la moyenne départementale (35,2 %). À l'inverse, le taux de personnes d'âge supérieur à 60 ans est de 27,3 % la même année, alors qu'il est de 27,7 % au niveau départemental.
En 2018, la commune comptait 338 hommes pour 301 femmes, soit un taux de 52,9 % d'hommes, largement supérieur au taux départemental (48,59 %).
Les pyramides des âges de la commune et du département s'établissent comme suit.
| Hommes | Classe d’âge | Femmes |
| ------ | ------------ | ------ |
| 0,0    | 90 ou +      | 0,7    |
| 7,1    | 75-89 ans    | 7,3    |
| 19,0   | 60-74 ans    | 20,6   |
| 19,5   | 45-59 ans    | 19,9   |
| 20,4   | 30-44 ans    | 22,1   |
| 12,9   | 15-29 ans    | 9,2    |
| 21,1   | 0-14 ans     | 20,1   |

| Hommes | Classe d’âge | Femmes |
| ------ | ------------ | ------ |
| 0,8    | 90 ou +      | 2,1    |
| 7,4    | 75-89 ans    | 10,2   |
| 17,4   | 60-74 ans    | 18,4   |
| 19,4   | 45-59 ans    | 19     |
| 17,8   | 30-44 ans    | 17,3   |
| 18,3   | 15-29 ans    | 15,9   |
| 19     | 0-14 ans     | 17,1   |

### Cultes

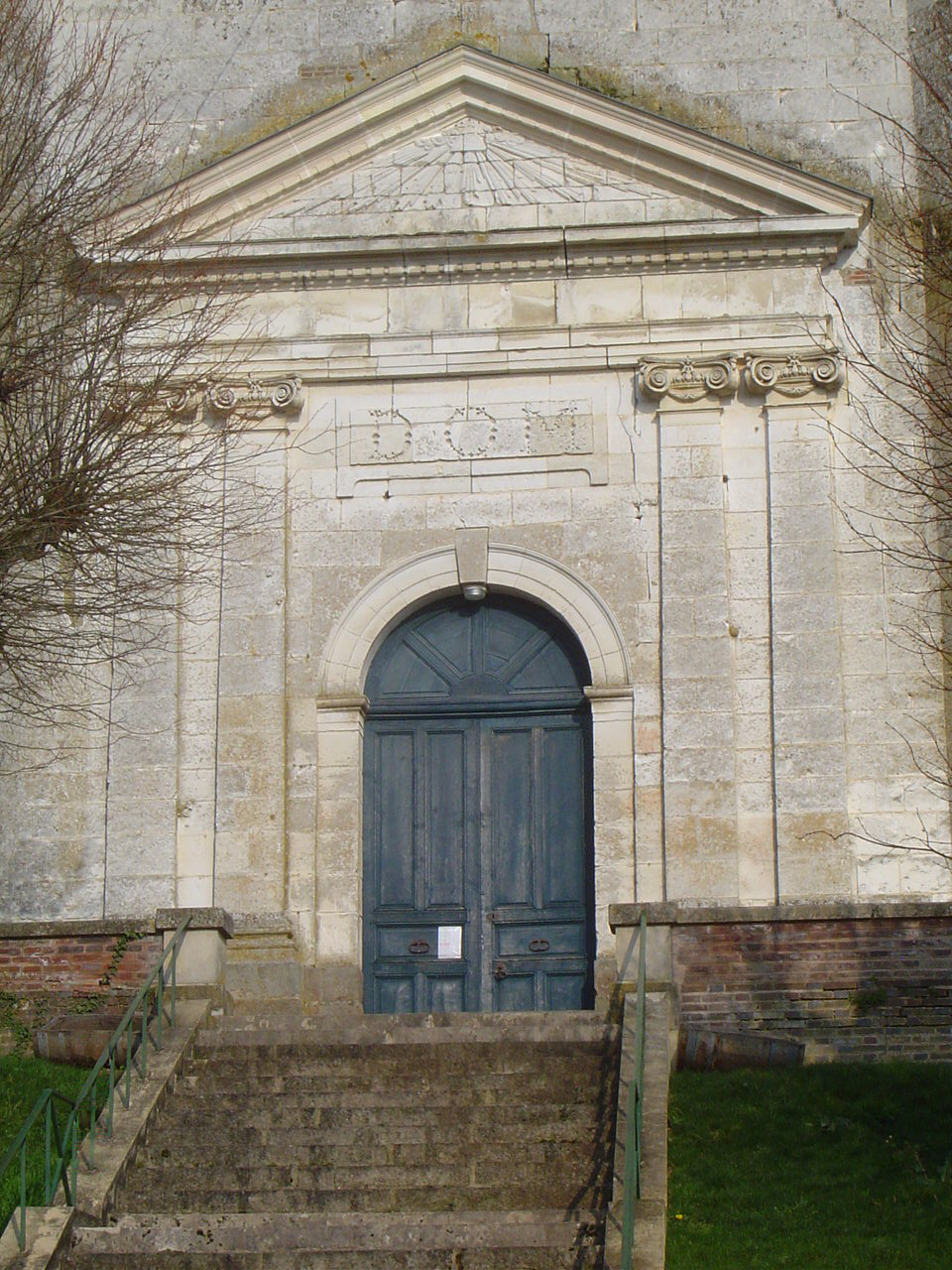
L'entrée de l'église Saint-Médard.

Seul le culte catholique est célébré à Saint-Mards-en-Othe. La commune est l'une des vingt-six communes regroupées dans la paroisse « d'Aix-en-Othe », l'une des neuf paroisses de l'espace pastoral « Forêts d’Othe et d’Armance » au sein du diocèse de Troyes, le lieu de culte est l'église paroissiale Saint-Médard.

### Médias
Le quotidien régional L'Est-Éclair assure la publication des informations locales à la commune.

## Économie

### Revenus de la population et fiscalité
En 2011, le revenu fiscal médian par ménage était de 26 247 €, ce qui plaçait Saint-Mards-en-Othe au 22 697e rang parmi les 31 886 communes de plus de 49 ménages en métropole.
En 2009, 52,7 % des foyers fiscaux n'étaient pas imposables.

### Emploi
En 2009, la population âgée de 15 à 64 ans s'élevait à 399 personnes, parmi lesquelles on comptait 68,7 % d'actifs dont 59,3 % ayant un emploi et 9,4 % de chômeurs.
On comptait 77 emplois dans la zone d'emploi, contre 74 en 1999. Le nombre d'actifs ayant un emploi résidant dans la zone d'emploi étant de 237, l'indicateur de concentration d'emploi est de 32,3 %.

### Entreprises et commerces
Au 31 décembre 2010, Saint-Mards-en-Othe comptait 56 établissements : 16 dans l’agriculture-sylviculture-pêche, 4 dans l'industrie, 12 dans la construction, 20 dans le commerce-transports-services divers et 4 étaient relatifs au secteur administratif.
En 2011, une entreprise a été créée à Saint-Mards-en-Othe.

## Culture locale et patrimoine

### Lieux et monuments
La commune ne compte ni lieu ou monument répertorié à l'inventaire des monuments historiques ou à l'inventaire général du patrimoine culturel. Toutefois, elle compte 4 objets répertoriés à l'inventaire des monuments historiques et 21 objets répertoriés à l'inventaire général du patrimoine culturel, tous à l'intérieur de l'église paroissiale. Le grand portail est surmonté d'un fronton triangulaire et des lettres DOM, abréviation de la locution latine Deo optimo maximo qui signifie « à Dieu très bon, très grand ».
- Église Saint-Médard de Saint-Mards-en-Othe.

Vues de l'église Saint-Médard.
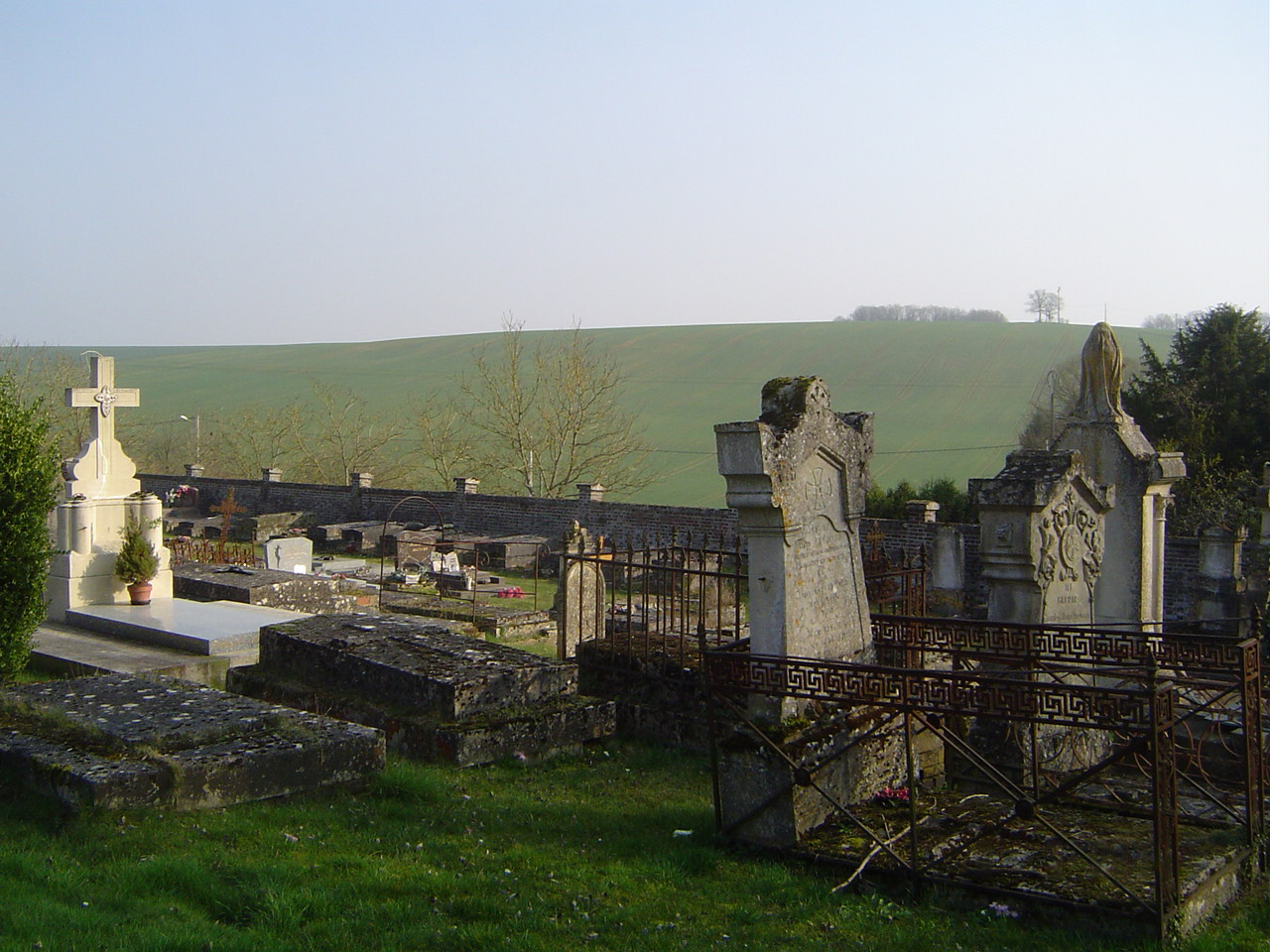
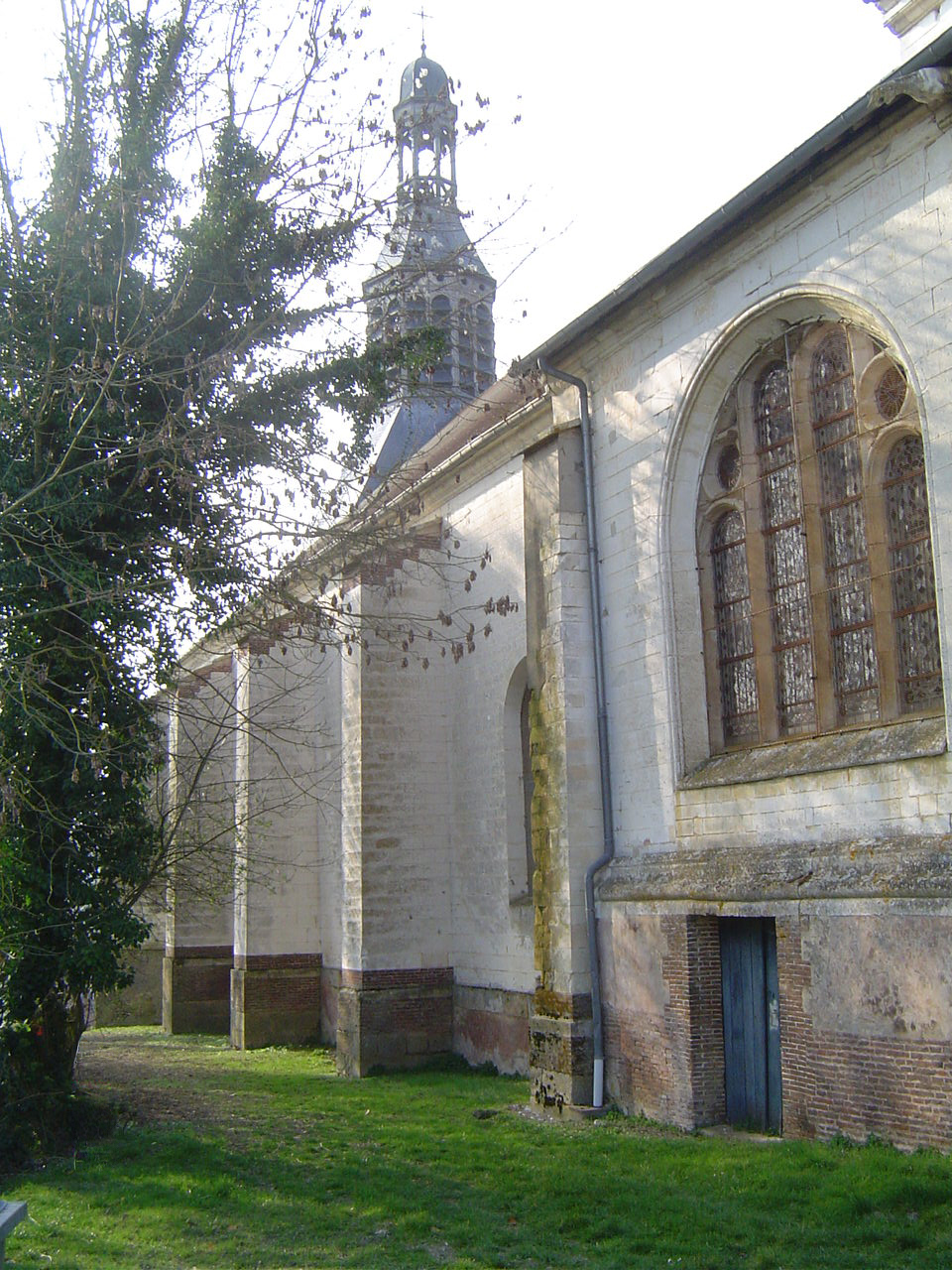

Le lavoir est le plus grand des lavoirs du département par sa taille. Il a été conçu pour permettre à une soixantaine de personnes d'y travailler simultanément. Il a été construit en 1845, en briques provenant des fourneaux du Gaty, il est éclairé de dix baies vitrées en plein cintre qui apportent une grande luminosité. Il était alimenté par la source Saint-Bouin. Ce lavoir est désaffecté et utilisé comme local pour la commune.

### Saint-Mards-en-Othe et les arts
Le musée d'Art moderne de Troyes possède une œuvre du peintre Maurice Marinot dont les titre est Saint-Mards-en-Othe et datée 1929.

### Personnalités liées à la commune
- Félix d'Hérelle, (1873-1949), biologiste franco-canadien est inhumé dans la commune.
- Jacques Ségui, (1938-2019), journaliste français, grand reporter de presse écrite et de télévision a vécu dans la commune[73].
- Agnès Aubé, (1948-) comédienne et écrivaine est née dans la commune.
- Charles Casimir Noël, dit Pistouf, (1809-1890), aubergiste, ancien déporté en Algérie au moment du coup d'État de 1851, maire républicain de Saint-Mards vers 1879, conseiller d'arrondissement du canton d'Aix-en-Othe.

### Héraldique
|  | Les armes de la ville se blasonnent ainsi : De gueules à la croix huguenote d’or, à la bordure échiquetée d’or et d’azur. |

Le blason moderne comporte une croix huguenote en rappel de son passé protestant, comme le blason des communes alsaciennes de Kirrberg, Rauwiller et Ratzwiller (cette dernière sans la colombe), seules communes en France à reprendre cette croix dans leur blason.

## Pour approfondir